# ポスカ

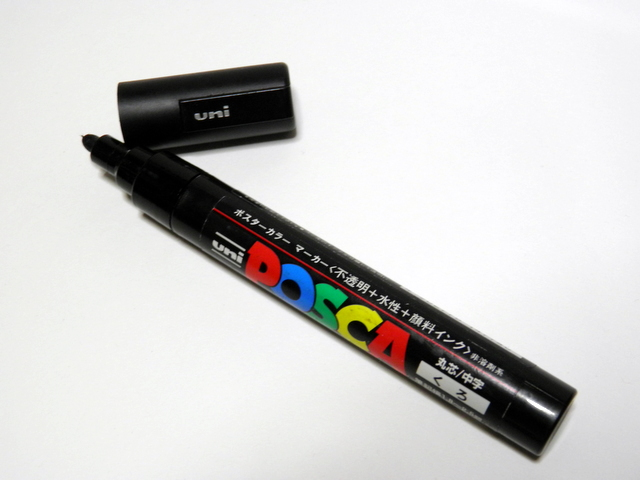
ポスカ、丸芯/中字くろ色

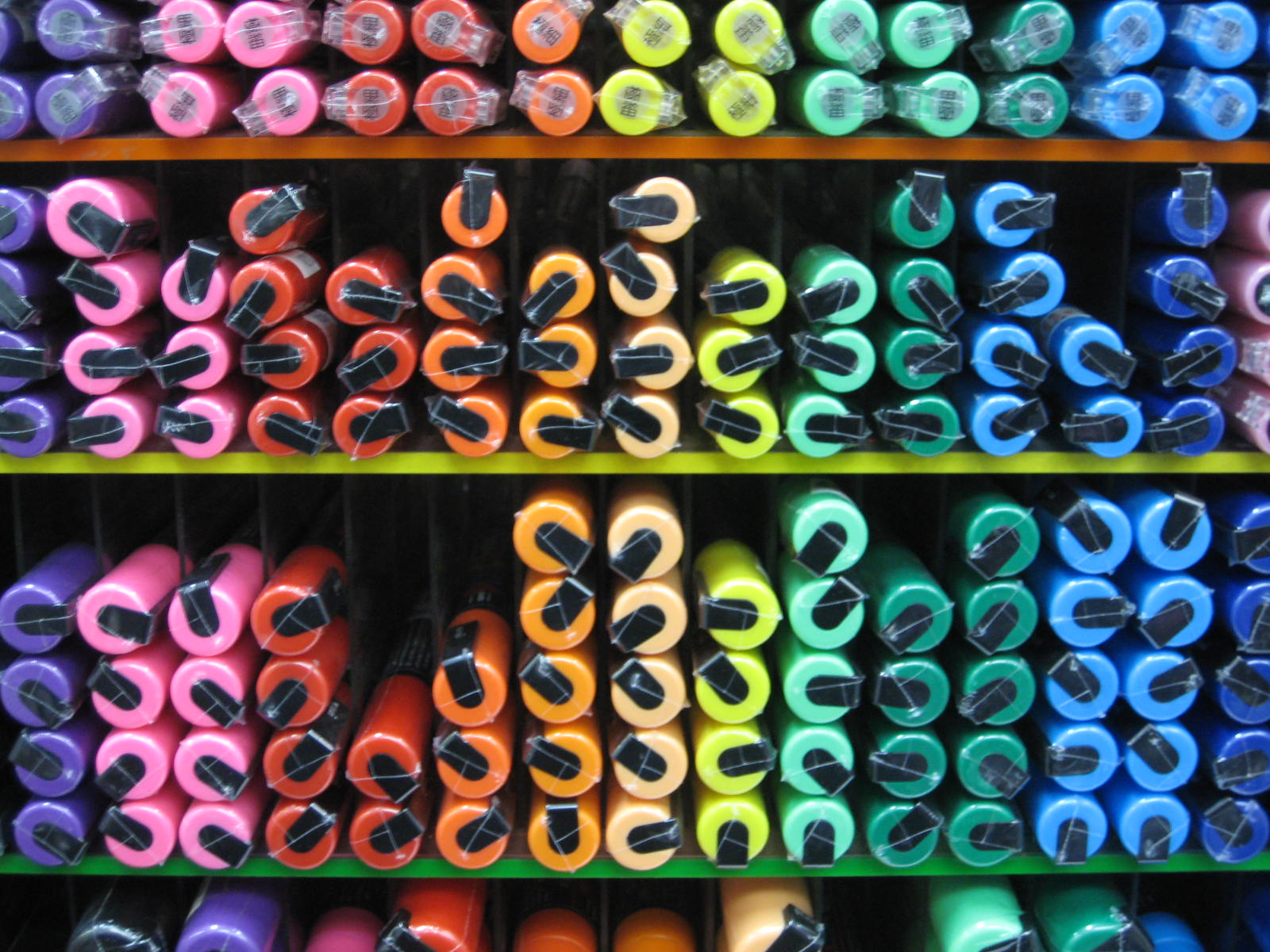
カラーバリエーション

ポスカ（POSCA）は、三菱鉛筆が発売している水性顔料インクを使ったサインペン（またはフェルトペン、水性マーカー）。本体のラベルには「ポスターカラーマーカー」と書かれている。

## 概要
不透明の水性顔料インクを使用し、ポスターカラー（絵具の一種）のように鮮やかに発色し、乾燥後は耐水性があり、重ね書きや、にじみや裏移りしない、水性なので素材を侵すことないなどの特長がある。当初の想定する素材はサインペンが示すところの紙への描画であるが、顔料インクなので金属やガラス、プラスチックなどにも書ける（ただし固着性が弱いので爪で引っかいたり布で強く擦ったりすると簡単にはがれてしまう）。色数は豊富にあり、金色や銀色などメタリック系を含めて最大29色用意されている（過去には蛍光色5色がラインナップされていた）。これらの特長から小中学校などの教育現場や、店頭のPOP広告を書く筆記具として利用される。
ほかに、派生商品として「筆ポスカ」（2000年に生産終了）、「極細ポスカ」、「ラメ入りポスカ」などがある。
「筆ポスカ」ではペン先を筆ペンのようにし筆タッチで、凸凹面にも描ける。またノックで液量を調節するという画期的な製品で、この技術は同社の子会社であるユニコスモが製造する化粧品にも培われている。「極細タイプ」では、グリーティングカードや、写真、鏡、付け爪などの細かい描画（デコレーション）に使われ、「ラメ入りポスカ」では、ラメと呼ばれる微細な金属粉をインクに配合し、描画後にきらきらと光る。
また女子中高生をターゲットにした極細タイプで、スリムボディ、スクエアキャップを採用した「Do!POSCA」が販売されている。Do!POSCAでは基本色10色、メタリック6色、パステルカラー6色、シャイニーカラー8色の計30色が用意されている。
後に同社が発売した「uni プロッキー」も「ポスカ」と似た特長を有するが、プロッキーは下地の隠蔽性がなく、またポスカよりも速乾性に優れている。一部のプロッキーではツインマーカー（両端にペン先がある）でインクの詰め替えができるなど、値段はプロッキーの方が割安である。また色数は最大18色で白色はない。ポスカの不透明色は白色顔料の酸化チタンを混ぜることで実現しており、インク粘度も高いため、ペン先の押し込みポンピングでインクを供給するバルブ式構造を採用する（ブラシタイプはプッシュボタン式）。
一部のギャルは発色がいいとして肌につける化粧に使っている。女子プロレスラーでペイントレスラーの井上京子は、ペイントの縁取りにポスカ 丸芯・中字の蛍光黄色（廃番）を長年愛用している。極細タイプの公式商品紹介では、付け爪のデコレーションといった化粧品的な利用法も紹介されたことがあり、人体に有害な成分も含まれていないが、直接肌に塗ることを想定した製品ではないので、推奨はされていない。

## 歴史
- 1983年 - ポスカ発売、当初は太字のみ
- 1984年 - 中字・細字タイプ発売
- 1986年 - 極太タイプ発売、uniプロッキー発売
- 1998年 - 筆ポスカ、パールポスカ発売（現在はDo!POSCAの発売にともない廃盤）
- 2001年 - 極細ポスカ ラメ入り発売
- 2007年 - 細字ポスカ ラメ入り発売
- 2008年 - Do!POSCA（基本色10色、メタリック6色）発売
- 2009年 - Do!POSCA（パステルカラー6色、シャイニーカラー8色）発売

## 他社類似製品
不透明の水性顔料マーカーは次の通り。
- シヤチハタ - 「POPMATE（ポップメイト）」 ポスカと並びPOP広告用ペンとして代表的な商品。
- サクラクレパス - 「ピグマックス」